# La batalla por Stalingrado (William Craig)
La batalla por Stalingrado es una novela histórica escrita por William Craig y publicada en el año 1973 por la empresa Penguin Books. La primera versión en español se publicó en 1975 por la Editorial Noguer.

## Sinopsis

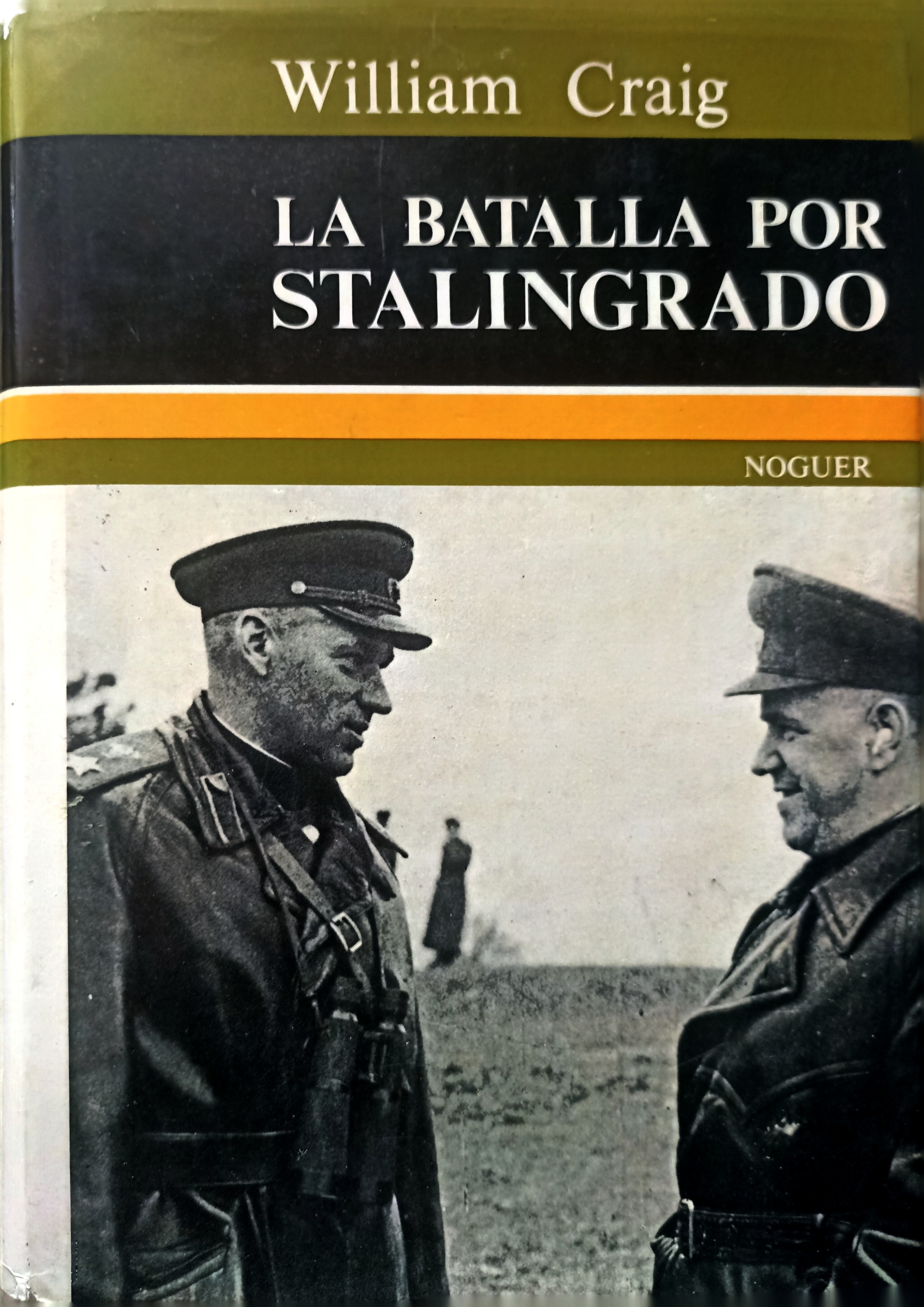
La batalla por Stalingrado de William Craig.

William Craig nos cuenta toda la Batalla de Stalingrado, desde su inicio hasta su final. En el principio del libro nos explica la historia de la ciudad de Stalingrado, (actualmente Volgogrado). Craig explica como reaccionaron los generales soviéticos ante la invasión de la ciudad y como Paulus y su "Invencible Ejército" estuvo a punto de ganar la batalla, pero finalmente tuvo que capitular, acabando así con el 6.º Ejército . Durante toda la novela nos explica diversas historias reales de soldados que lucharon en la batalla, entre ellas la historia de Vasili Záitsev y su duelo con uno de los mejores francotiradores de toda la Alemania Nazi, Heinz Thorvald, conocido por el pseudónimo de "Erwin König".